# Liste der Monuments historiques in Le Meix-Saint-Epoing
Die Liste der Monuments historiques in Le Meix-Saint-Epoing führt die Monuments historiques in der französischen Gemeinde Le Meix-Saint-Epoing auf.

## Liste der Objekte
| Bezeichnung              | Beschreibung                                                                            | Standort                       | Kennzeichnung | Schutzstatus | Datum | Bild |
| ------------------------ | --------------------------------------------------------------------------------------- | ------------------------------ | ------------- | ------------ | ----- | ---- |
| Skulptur Heilige Barbara | Stein, farbig gefasst, 16. Jahrhundert                                                  | in der Kirche St-Espain (Lage) | PM51003449    | Inscrit      | 2002  |      |
| Skulptur Heiliger Spanus | Holz, 16. Jahrhundert                                                                   | in der Kirche St-Espain (Lage) | PM51003448    | Inscrit      | 2002  |      |
| Hauptaltar               | Altartisch, Tabernakel und Retabel; Holz, farbig gefasst und vergoldet, 18. Jahrhundert | in der Kirche St-Espain (Lage) | PM51003450    | Inscrit      | 2002  |      |